# Équipe cycliste Garin-Wolber
Pour les articles homonymes, voir Garin.
L'équipe cycliste Garin-Wolber est une équipe cycliste franco-belge de cyclisme professionnel sur route, active entre 1945 et 1953. Elle est sponsorisée par Maurice Garin, le premier vainqueur du Tour de France en 1903. Durant son existence, elle court avec une licence française, à l'exception de ces deux dernières saisons en 1952 et 1953, où elle devient belge,.
La formation court avec des couleurs rouge et blanche. Le Néerlandais Piet van Est remporte au sein de l'équipe Bordeaux-Paris en 1950 et 1952.

## Principales victoires

### Compétitions internationales
Contrairement aux autres courses, les championnats du monde de cyclisme sont disputés par équipes nationales et non par équipes commerciales.
Championnats du monde
- Cyclisme sur route : 1
  - 1947 (Theo Middelkamp)

### Classiques
- Zurich-Lausanne : 1945 (Guy Lapébie)
- Liège-Bastogne-Liège : 1947 (Richard Depoorter), 1950 (Prosper Depredomme)
- Paris-Bruxelles : 1948 (Lode Poels)
- Bordeaux-Paris : 1950 et 1952 (Wim van Est)
- Nokere Koerse : 1952 (Wim van Est)
- Gand-Wevelgem : 1952 et 1953 (Raymond Impanis)
- Tour des Flandres : 1953 (Wim van Est)
- Paris-Tours : 1953 (Jozef Schils)

### Courses par étapes
- Tour de Luxembourg : 1947 (Mathias Clemens), 1948 (Jean Goldschmit), 1949 (Jean Diederich), 1950 (Isidoor De Ryck), 1952 (Jean Kirchen)
- Tour de Belgique : 1948 (Stan Ockers)
- Tour des Pays-Bas : 1948 (Emile Rogiers) et 1952 (Wim van Est)
- Tour de Romandie : 1952 (Wout Wagtmans)

### Championnats nationaux
- Championnat de Belgique sur route : 1
  -     - Course en ligne : 1952 (Jozef Schils)

- Championnat de Belgique de cyclo-cross : 1
  - Élites : 1947 (Georges Vandermeirsch)
- Championnat de France de cyclo-cross : 4
  - Élites : 1946 (Robert Oubron), 1948, 1949 (Roger Rondeaux), 1950 (Pierre Jodet)

## Bilan sur les grands tours
| - Tour d'Italie - 1 participation (1952) - 1 victoire d'étape - 1 en 1952 : Désiré Keteleer - 0 victoire finale - 0 classement annexe |